# Katerîna Dubrovina
Katerîna Dubrovina (în ucraineană Катерина Дубровіна; născută Serdiuk; n. 22 ianuarie 1983, Harkov, RSS Ucraineană, URSS) este o arcașă ce a reprezentat Ucraina, medaliată olimpică. A participat la o ediție a Jocurilor Olimpice (2000) în care a câștigat o medalie de argint.

## Participări
Lista de mai jos prezintă principalele competiții la care a participat Katerîna Dubrovina de-a lungul carierei.
- archery at the 2000 Summer Olympics – women's team[*]